# Charles Gleyre
Marc Gabriel Charles Gleyre (Chevilly, 2 maggio 1806 – Parigi, 5 maggio 1874) è stato un pittore svizzero.
Gleyre fu il maestro di molti grandi pittori impressionisti.

## Biografia
Charles Gabriel Gleyre nacque nel Cantone del Vaud, nella Svizzera romanda francofona. Terminati i primi studi, si recò a Parigi nell'atelier di Louis Hersent per divenire pittore. Alcuni anni dopo si recò a Roma, dove realizzò il suo primo quadro: I briganti romani (Les Brigands romains) nel 1831. Nel 1834 accompagnò John Lowell Jr., industriale americano, filantropo e appassionato d'arte, in un lungo viaggio attraverso la Sicilia, la Grecia, l'Egitto, il Sudan e il Vicino Oriente. I costi del viaggio di Gleyre furono assorbiti da Lowell, che volle in cambio tutti i suoi disegni relativi ai siti archeologici che i due visitavano.
Gleyre rientrò a Parigi nel 1837, purtroppo affetto da un tracoma che alterò la sua vista e che, anni dopo, lo costrinse a chiudere il suo studio. Numerosi suoi lavori orientalisti andarono distrutti durante un incendio a Il Cairo nel 1837, prima del suo ritorno in patria.
Nel 1840 il duca di Luynes gli commissionò una pittura murale per il suo castello di Dampierre. Quest'opera, dopo qualche tempo, venne sostituita da un affresco di Dominique Ingres.
Al Salon del 1843 Gleyre espose il quadro La sera, in seguito chiamato Le illusioni perdute. Artista dal disegno impeccabile, Charles Gleyre, con la poetica di questa opera dai colori irreali, anticipa e apre la via ai pittori simbolisti. Il quadro ottenne un vibrante successo al Salon e venne accolto dal Museo del Louvre.
Nel 1843 Gleyre fu nominato docente all'École des beaux-arts di Parigi come successore di Paul Delaroche, del quale ereditò anche l'atelier, soprannominato La République. Istituì anche una sua "Accademia", o atelier, in rue de Vaugirard, di cui abbiamo la descrizione nel romanzo Trilby di George du Maurier. In questa "Accademia" studiarono alcuni artisti che sarebbero divenuti dei maestri dell'impressionismo, come Alfred Sisley, Claude Monet, Frédéric Bazille e Auguste Renoir. Quest'ultimo seguì anche i corsi di Gleyre all'École des beaux-arts.
Gleyre si comportò con grande generosità verso i suoi allievi meno abbienti, non facendo pagare loro la retta e i modelli. E, non volendo forzare la loro inclinazione, egli mirò anzitutto a preservarne la personalità artistica.. Ma l'insegnamento dell'arte accademica di Gleyre mirava comunque ad un ritorno al passato e ciò si poneva in aperto contrasto con le sue attenzioni di docente. Egli, infatti, disse una volta a Claude Monet:

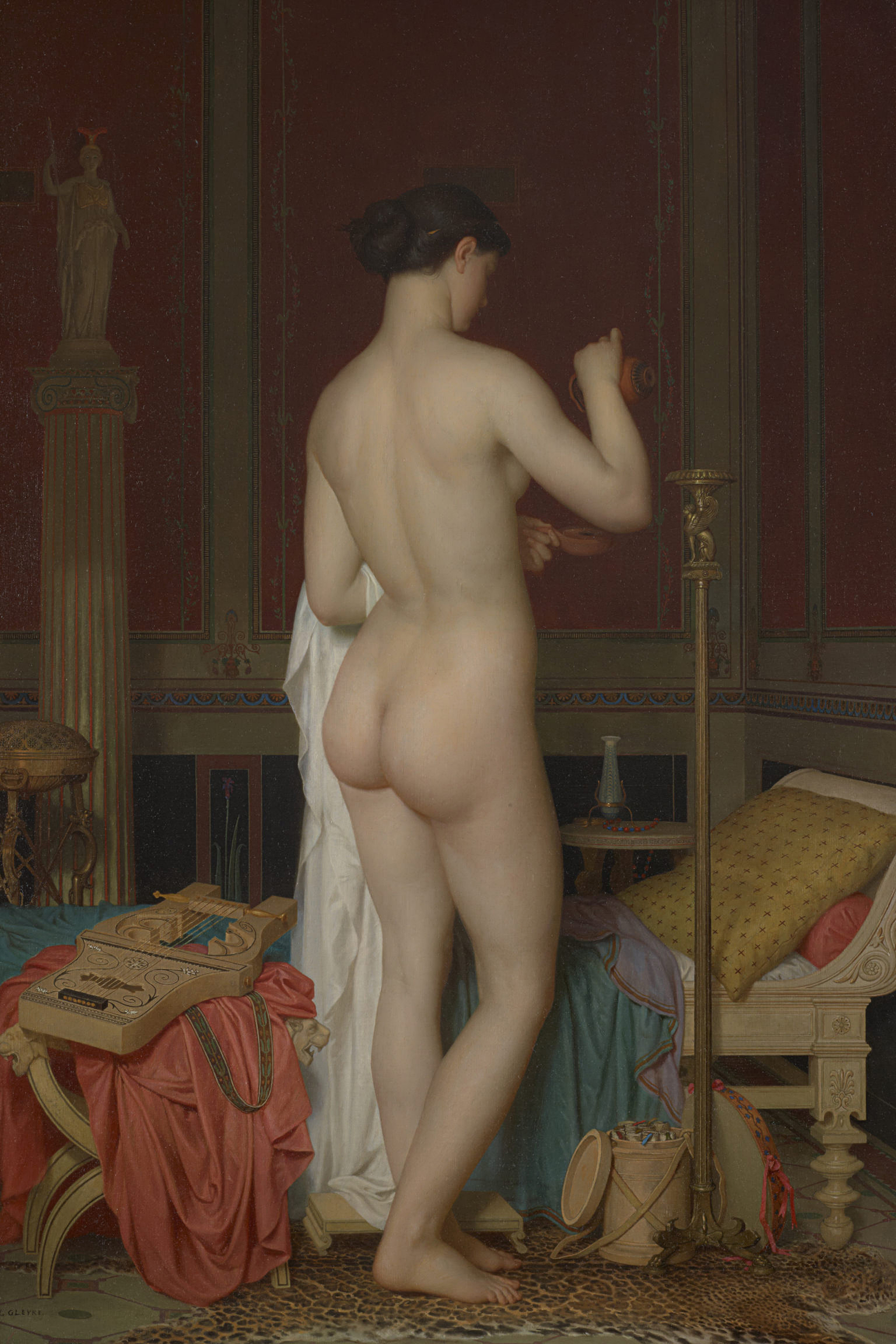
La camera di Saffo, 1867

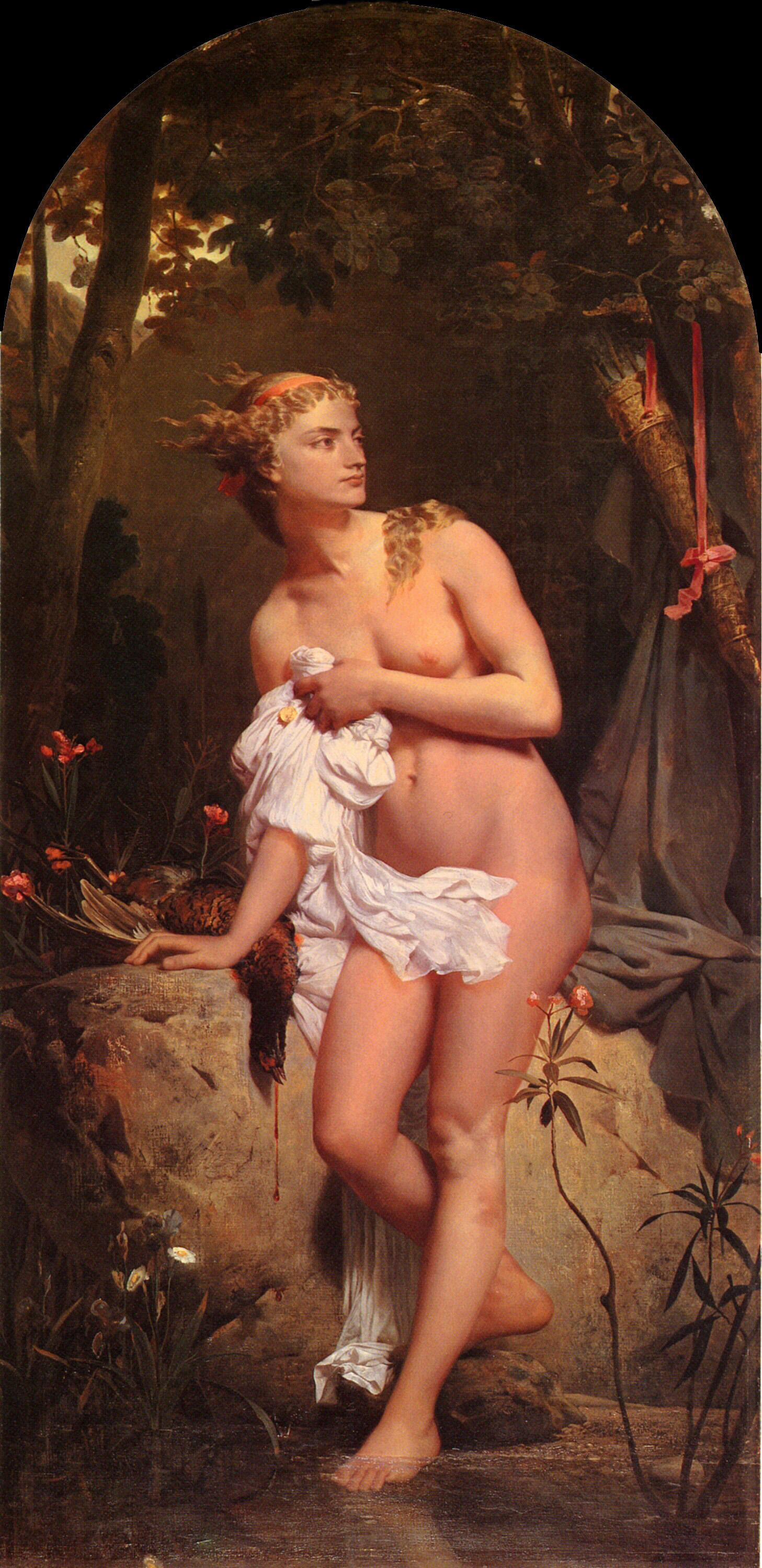
Diana, 1838

La stessa sera, Monet riunì Bazille, Renoir e Sisley, e suggerì loro, alla luce della dichiarazione di Gleyre, di lasciare l'atelier, cosa che essi fecero due settimane più tardi, nella primavera del 1863.
 Secondo altri autori fu invece Sisley, che, indignato per il disprezzo di Gleyre nei confronti del paesaggio, incitò i suoi amici ad abbandonare l'atelier e ad andare a dipingere fuori, nella natura.
Il 5 maggio del 1874, Charles Gleyre, colpito dalla rottura di un aneurisma, morì all'improvviso. Fu sepolto nel cimitero di Montparnasse, ma, solo una settimana più tardi, la sua salma fu reclamata dal Consiglio di Stato del Cantone di Vaud, affinché fosse inumata nel cimitero di Chevilly, suo paese natale. Alla famiglia del pittore, invece, questa iniziativa non piacque, poiché relegava la tomba di Gleyre nel cimitero di un piccolo paese sconosciuto, e vent'anni più tardi decise di far costruire un sepolcro più degno della fama dell'artista. Fermi nella loro intenzione, i familiari e i discendenti ottennero nel 1896 il trasferimento delle ceneri di Gleyre nel cimitero La Sallaz di Losanna. Ma nel 1947 questo cimitero fu abbandonato e cadde in disuso. I resti di Charles Gleyre furono quindi riportati nel piccolo camposanto di Chevilly.

## Opere
Elenco parziale delle opere esposte nelle collezioni pubbliche.
Negli Stati Uniti
- Boston, Museo di belle arti:
  - Femme turque (M.me Langdon), Smyrne, 1834, matita, penna e acquarello
  - Intérieur du Temple d'Amon à Carnac, 1835, matita, acquarello

In Francia
- Abbeville, Museo Boucher-de-Perthes: S. Giovanni a Patmos (Saint Jean à Patmos), 1839, Salon del 1840.
- Montargis, Museo Girodet: Separazione degli apostoli (La Séparation des apôtres), 1845, olio su tela.
- Parigi, Museo del Louvre:
  - I briganti romani (Brigands romains), 1831, olio su tela.
  - Femme assise, de dos, levant la tête vers la gauche, disegno
  - La sera (Le Soir) o Le illusioni perdute (Les Illusions perdues), 1843, olio su tela
- Versailles, Castello di Versailles: Autoritratto, 1841, olio su tela

In Svizzera
- Basilea, Kunstmuseum:
  - Penteo inseguito dalle Menadi (Penthée poursuivi par les Ménades), 1864, olio su tela
  - L'incantatrice (La Charmeuse), olio su tela
- Losanna, Museo cantonale di belle arti:
  - Femme turque (Dudo Narikos), Smyrne, 1840, olio su tela
  - Étude pour la danse des bacchantes, 1848-1849, disegno, matita nera
  - Trois Fellahs, 1835, v
  - Danza delle baccanti (La Danse des bacchantes), 1849, olio su tela
  - Il diluvio (Le Déluge), 1856, v
  - Gli Elvezî che fanno passare i Romani sotto il giogo (Les Romains passant sous le joug), 1858, olio su tela
  - La camera di Saffo (Le coucher de Sapho), 1867, olio su tela
  - Il paradiso terrestre (Le Matin o Le Paradis terrestre), 1869-1874, schizzo, olio su tela
  - Il ritorno del figliol prodigo (Le Retour de l'Enfant prodigue), 1873, olio su tela
  - Minerve et les Grâces, 1866, olio su tela
- Neuchâtel, Museo d'arte e di storia:
  - Ercole ai piedi di Onfale (Hercule aux pieds d'Omphale), 1862, olio su tela

## Salon
- 1840: Saint Jean sur l'Ile de Patmos
- 1843: Les Illusions perdues o Le Soir

## Retrospettive
- « Charles Gleyre et la Suisse romande », Museo storico di Losanna, dal 23 settembre al 31 dicembre 1994.
- « Charles Gleyre, le génie de l'invention », Museo cantonale di belle arti di Losanna, dal 7 ottobre 2006 al 7 gennaio 2007. 278 opere esposte, disegni, pitture.
- « Charles Gleyre (1806-1874). Le romantique repenti », Parigi, Museo d'Orsay, dal 10 maggio all'11 settembre 2016.[4]

## Allievi
Nel Petit Palais di Parigi si conserva un quadro intitolato I quarantatré ritratti dei pittori dell’atelier di Charles Gleyre.
Charles Gleyre formò circa 600 artisti. Nell'elenco che segue è talvolta indicato il loro periodo di apprendistato:
- Théodore Baer, (acquarellista, scuola svizzera)
- Frédéric Bazille, dal 1862 al 1863
- Charles Joseph Beauverie
- Gustave Brion
- Eugène Castelnau
- Alfred Chataud
- Henri Bouchet-Doumenq
- Hippolyte Dubois
- Armand Félix Marie Jobbé-Duval, dal 1843
- Eugène Faure
- Jean-Léon Gérôme
- Alfred François Guès

- Jean-Louis Hamon
- Carl Happel
- Alexandre Lauwick
- Jean-Jules-Antoine Lecomte du Nouÿ
- Eugène Lejeune
- Alfred-Adolphe-Édouard Lepère, nel 1847
- Philibert Marillier (1829-1911)
- George du Maurier, dal 1856 al 1857
- Claude Monet, dal 1862 al 1863
- Daniel Ridgway Knight
- François-Émile Ehrmann
- Alexis-Paul Pachot d'Arzac

- Henri-Pierre Picou, c.1849
- Edward Poynter
- Auguste Renoir, dal 1862 al 1863
- Joseph-Auguste Rousselin
- Gaston Save
- Louis Frédéric Schützenberger
- Alfred Sisley, dal 1862 al 1863
- Félix Thomas
- Auguste Toulmouche (1829-1890)
- James Abbott McNeill Whistler, dès 1856
- Auguste de La Brély
- Henri Zuber

## Galleria d'immagini

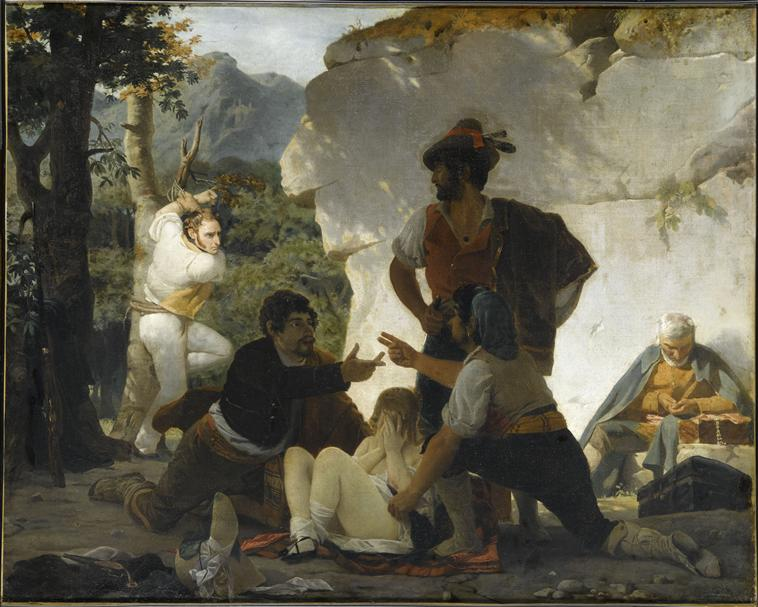
I briganti romani, 1831
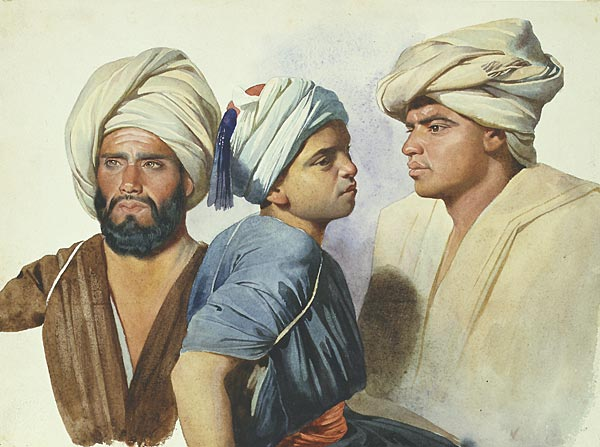
Trois Fellahs, 1835
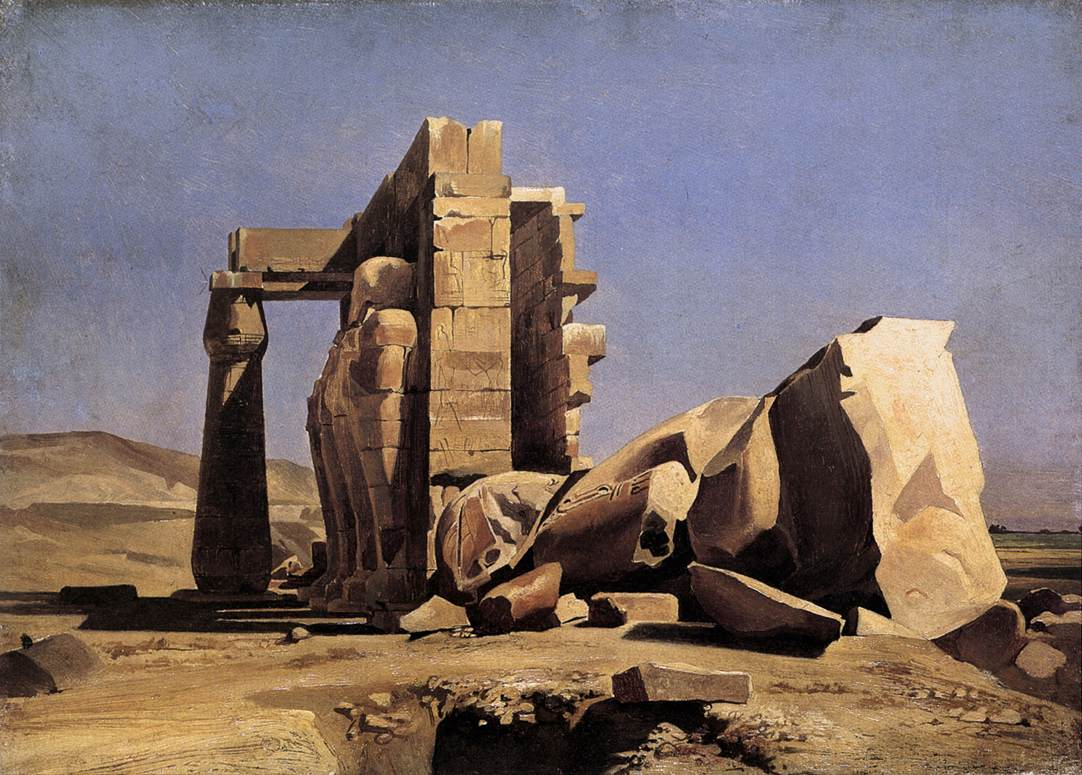
Temple égyptien, 1840
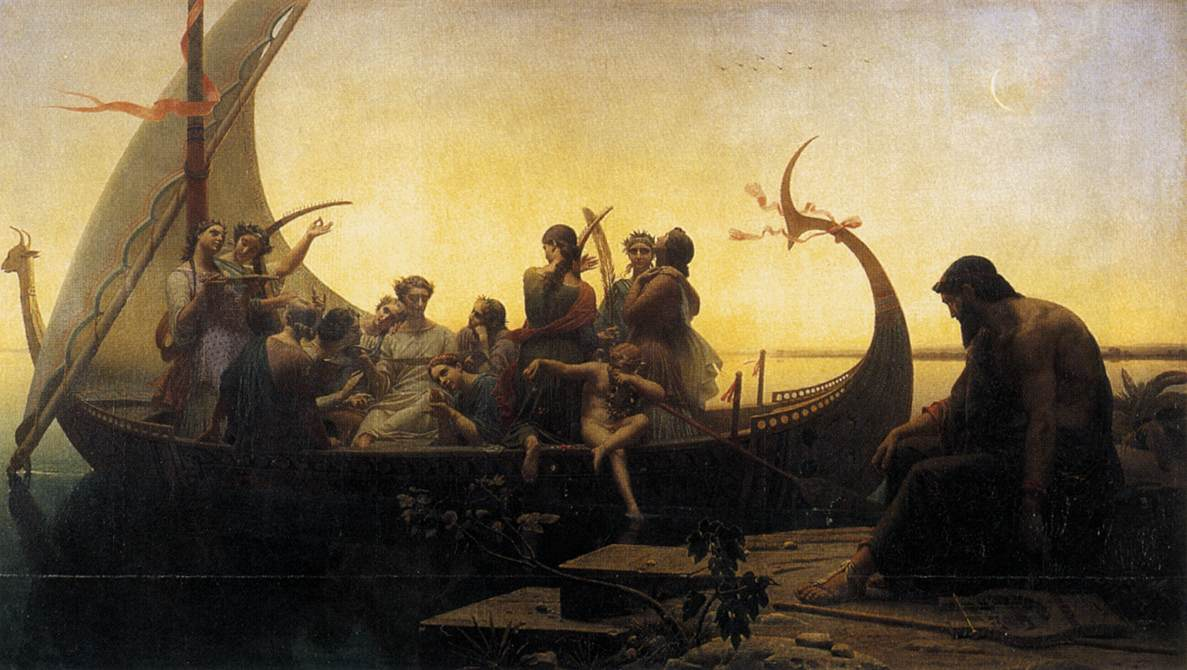
La sera o Le illusioni perdute, 1843
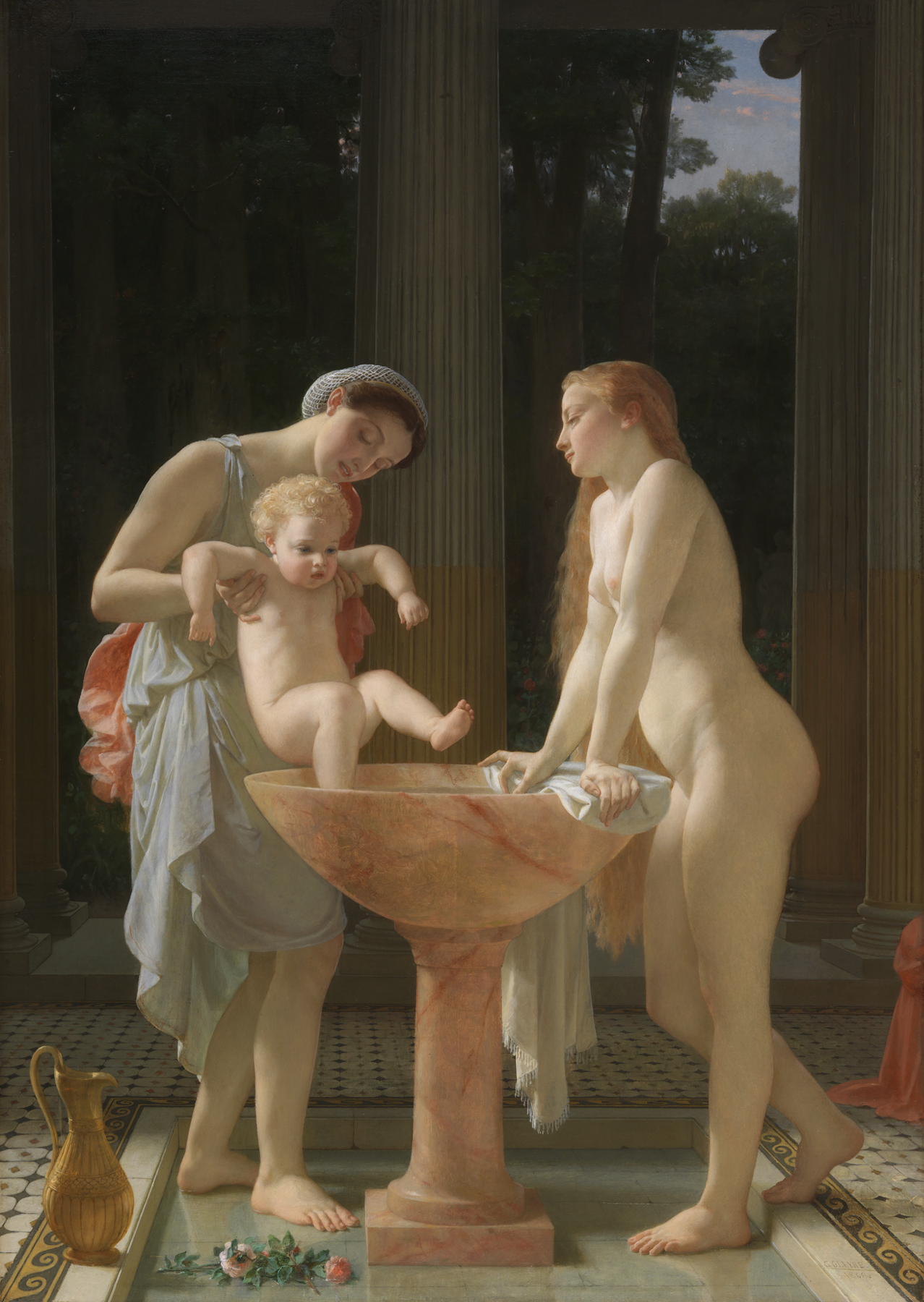
Il bagno, 1868
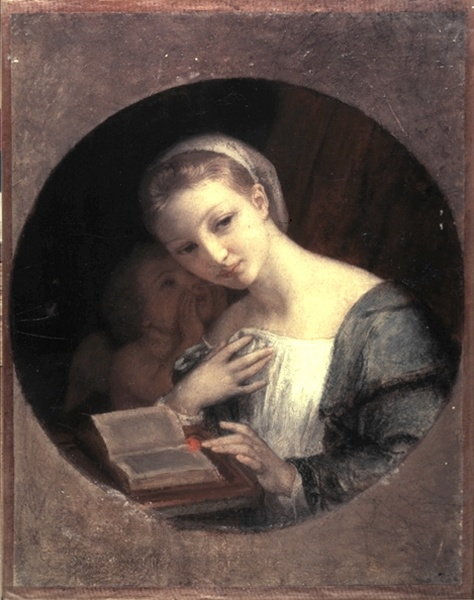
Fille distraite par l'Amour
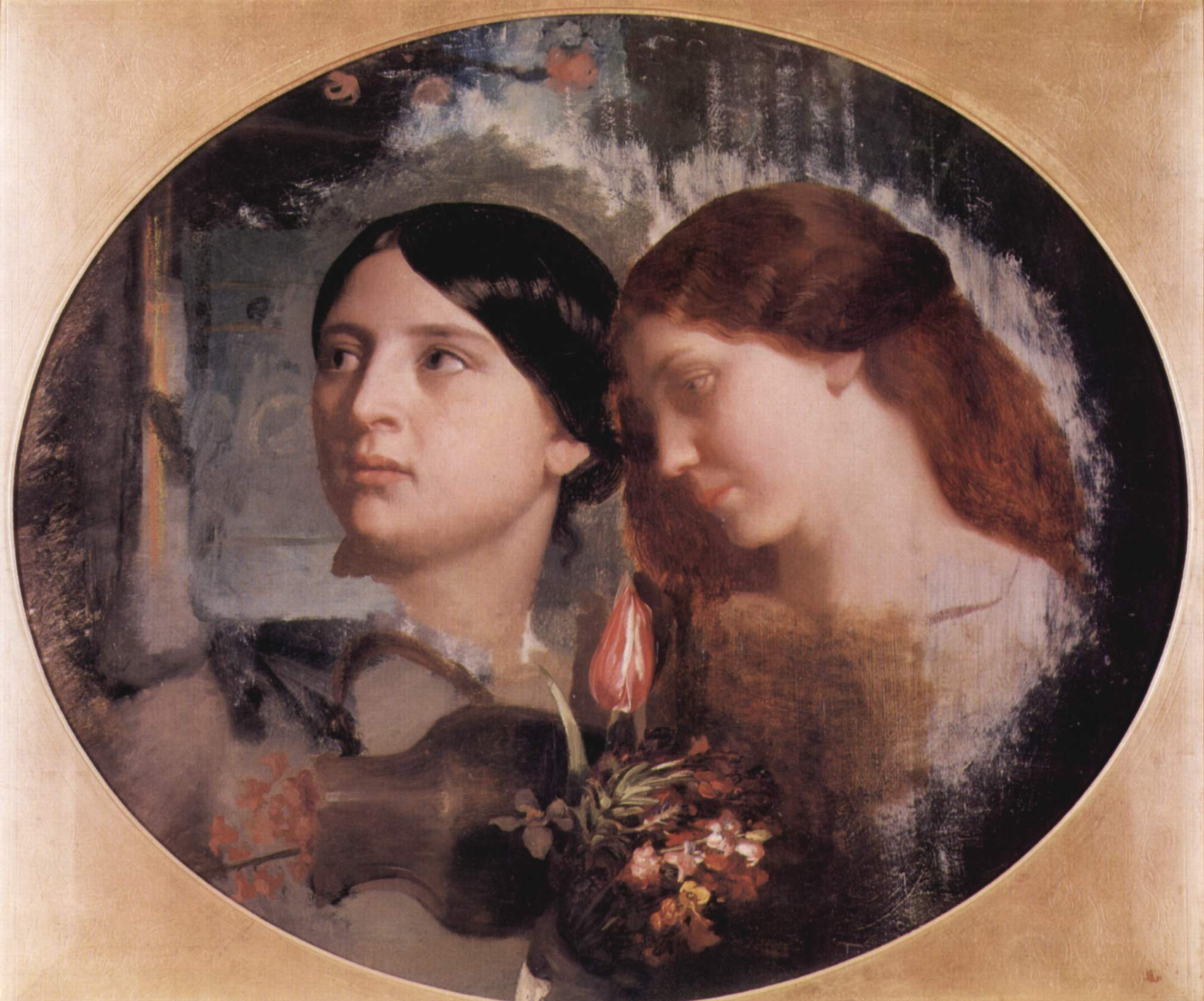
Deux Femmes avec bouquet